# Britta Östman
Britta Maria Östman coniugata Kockum (25 aprile 1959) è un'ex sciatrice alpina svedese.

## Biografia
Britta Östman vinse il titolo nazionale svedese nella discesa libera nel 1977; non prese parte a rassegne olimpiche e non ottenne piazzamenti in Coppa del Mondo o ai Campionati mondiali.

## Palmarès

### Campionati svedesi
- 1 oro (discesa libera nel 1977)[1]